# Drškovci
Drškovci is een plaats in de gemeente Požega in de Kroatische provincie Požega-Slavonië. De plaats telt 386 inwoners (2001).